# Shakhtyor
Shakhtyor ist eine Hamburger Post-Metal- und Sludge-Band.

## Geschichte
Die Band wurde im Jahr 2009 gegründet. Bei ihrem Namen handelt es sich um die englische Transkription des russischen Шахтёр Schachtjor, deutsch ‚Bergmann‘. Seit dem Jahr 2011 hielt die Gruppe regelmäßig Auftritte ab, ehe im April 2012 das Debütalbum in Eigenveröffentlichung folgte. Das Album wurde im Jahr 2013 in den USA bei Metal Blade Records und in Europa bei Cyclone Empire wiederveröffentlicht.

## Stil
Laut Bastian Voigtländer von metal.de spiele die Band auf ihrem Debütalbum eine Mischung aus instrumentalem Doom Metal, Post-Metal und Sludge. Zudem sei auch ein leichter Stoner-Rock-Einfluss hörbar. Auf dem Album höre man „tonnenschweren Riffs“ und „polterndem Schlagzeug“. Laut Petra Schurer vom Metal Hammer bewege sich die Gruppe auf dem Album irgendwo zwischen Stoner Rock und Drone Doom.

## Diskografie
- 2012: Shakhtyor (Album, Eigenveröffentlichung)
- 2015: Tunguska (Album, Cyclone Empire)